# Jesús Gallardo Romero
Jesus Gallardo Romero (Málaga, 13 de abril de 1987), más conocido como Suso Gallardo, es un entrenador de balonmano español que entrena al Club Balonmano Femenino Málaga Costa del Sol desde 2019.

## Trayectoria
Estudió en el Colegio Puertosol, una de las canteras del balonmano malagueño y jugó al balonmano en las categorías inferiores. Cuando llegó a senior, ya entrenaba en el Málaga Norte, de Ciudad Jardín, con 18 años. Reclutado en el 2011 por Diego Carrasco para el Costa, con el aval de haber sido campeón de Málaga y de Andalucía en todas las categorías base del balonmano, desde categoría alevín a cadetes, participando también en Campeonatos de España y un bronce como mejor puesto.
Debutó como entrenador en el Club Málaga Norte, equipo filial del Málaga Costa del Sol, donde salvó a la escuadra malagueña en su primer año tras enfermedad del primer entrenador) y, tras casi una década en la División de Honor Plata, la segunda categoría femenina nacional, llegó al banquillo del primer equipo como segundo entrenador en 2017. 
Con 32 años y tras el fallecimiento del primer entrenador, se hace cargo del primer equipo en la temporada 2019-20. Debutó en competición europea como segundo entrenador en la 2017-18 y, como primer entrenador, en la 2020. En su primer año se hace con la Copa de la Reina y forma parte de la generación malacitana que, entre 2019 y 2023 se hace con un título de liga, dos Copas de la Reina (2019-20 y 2021-22), una Supercopa de España y una EHF European Cup (2021), además de clasificarse para otras dos finales, la final de la EHF European Cup del 2022 (donde se logró la mayor afluencia a un partido de clubes español) y una Supercopa de España.
Su ilusión siempre había sido lograr un título europeo, como dijo tras el triplete de 2021 (y refrendó en 2023),pero, tras ganar todo lo posible, la clasificación para la Liga Europea fue su siguiente meta, competición en la que consiguió pasar a la fase de grupos en 2023.

### Selecciones
En mayo de 2019 fue elegido para ser entrenador de la selección malagueña femenina cadete. En 2023 dirigió a la selección andaluza juvenil que se proclamó Campeona de España en el CESA de 2023.

## Títulos
- 1 x División de Honor femenina de balonmano[5]
- 2 x Copas de la Reina (2019-20 y 2021-22)
- 1 x Supercopa de España (2021)
- 1 x EHF European Cup (2021)
- 1 x Campeonato de España de Selecciones Autonómicas Juvenil femenino (2023)[10]

### Galardones individuales
- Premio a la labor técnica de la Federación Malagueña de Balonmano (2010-11)
- Mejor entrenador de la Liga (2021–22)[11]
- Premio al mejor entrenador andaluz (Asociación de Periodistas Deportivos de Andalucía, 2022)[12]

## Vida
Suso estudió Educación Especial y tiene un grado de marketing.